# Maks Durjava
Maks Durjava, slovenski komunistični organizator, * 8. december 1915, Maribor, † 26. avgust 1941, Zagreb.

## Življenje in delo
Končal je srednjo šolo v Mariboru in se 1935 v Zagrebu vpisal na Tehniško fakulteto ter bil še istega leta izvoljen v odbor Akademskega društva Triglav, v katerem so prevladovali levičarski študenje. Član Komunistične partije Jugoslavije je postal 1936. V Mariboru je deloval v partijski tehniki in bil med organizatorji ljudskofrontnega gibanja. Leta 1939 je bil na zagrebški univerzi član partijskega aktiva za študentska pokrajinska združenja ter član oddelka za tisk in dokumentacijo pri CK KPJ; kot odgovorni urednik je podpisal Novo Ljudsko pravico, katero je Edvard Kardelj izdal v Zagrebu. Leta 1941 je postal kandidat za člana CK KP Hrvaške. Med okupacijo je delal v Zagrebu, dokler ustaška policija ni tehnike odkrila in ga julija aretirala. Na sodnem procesu dva meseca kasneje je bil obsojen na smrt in ustreljen. Po njem se imenuje Osnovna šola Maksa Durjave v Magdaleni.
Bil je brat Ostoja Durjave.